# Stara Korytnica (przystanek kolejowy)
Stara Korytnica – nieczynny przystanek osobowy w Starej Korytnicy, w Polsce, w województwie zachodniopomorskim, w powiecie drawskim, w gminie Kalisz Pomorski.